# Театр Атенеум (Варшава)
Театр Атенеум імені Стефана Ярача (англ. Teatr Ateneum im. Stefana Jaracza) — драматичний театр, який знаходиться у Варшаві в районі Повісле. Займає приміщення колишнього «Будинку залізничника» — будівлі, побудованої в 1928 році.

## Історія
Театр заснований у 1930 році знаменитим польським актором і режисером Стефаном Ярачем (чиє ім'я носить нині), спільно із Зигмунтом Хмелевським і Янушем Дзевоньським (керував установою в театральному сезоні 1930—1931 років). В умовах відсутності підтримки з боку держави і сильної конкуренції інших театрів, С. Ярач не відмовився від своїх художніх амбіцій, й згодом театр отримав загальнонаціональну популярність.
У вересні 1939 року, під час оборони Варшави від наступу німецької армії, дана будівля не була зруйнована. У жовтні 1943 року тут розпочав свою діяльність німецький театр Kleines Theater der Stadt Warschau.
Післявоєнним театром Атенеум впродовж 44 років керував Януш Вармінський, який згуртував колектив театру і створював репертуар. Майже всі відомі актори післявоєнного польського театру, а також відомі польські режисери, співпрацювали з ним, виступали на його сцені. Ціла низка молодих драматургів, режисерів, акторів робили в театрі свої перші творчі кроки. Після смерті Я. Вармінського в 1996 році, художнім керівником театру став Густав Голоубек, який продовжував наслідувати найважливіші традиції театру Атенеум.

## Неповний список акторів театру Атенеум
| - Ядвіга Анджеєвська - Міхал Байор - Александер Бардіні - Гражина Барщевська - Генрик Біста - Тадеуш Боровський - Барбара Вжесиньська - Яцек Вощерович - Антоніна Гордон-Гурецька - Добеслав Даменцький - Томаш Дедек - Едвард Дзевоньский - Єжи Душинський | - Міхал Жебровський - Артур Жмієвський - Анджей Зелінський - Йоанна Ендрика - Еміль Каревич - Владислав Ковальський - Марек Кондрат - Марек Котерський - Агата Кулеша - Генрик Лапінський - Станіслав Нівінський - Ігнацій Маховський - Броніслав Павлик | - Людвік Пак - Леонард Петрашак - Мажена Трибала - Анджей Северин - Крістіна Сенкевич - Анна Сенюк - Тадеуш Фієвський - Адам Ханушкевич - Яцек Хмельник - Ян Цецерський - Збігнєв Цибульський - Януш Юзефович - Ядвіга Янковська-Цесляк |